# Thaddeus Shideler
Thaddeus "Thad" Shideler Rutter (17 de octubre de 1883 - 22 de junio de 1966) fue un atleta estadounidense que compitió en atletismo en los Juegos Olímpicos de 1904 y ganó una medalla de plata en los 110 metros con vallas. Frederick Schule ganó la medalla de oro.
Compitiendo por la Universidad de Indiana, Shideler logró un récord mundial no oficial establecido un mes antes de los Juegos Olímpicos de 1904 con un tiempo de 15,0 segundos en los 100 metros valla. El reloj de uno de los tres contadores de tiempo no se pudo iniciar, lo que le costó a Shideler la verificación oficial de la marca.